# Sóweczka lilipucia
Sóweczka lilipucia (Glaucidium griseiceps) – gatunek małego ptaka z rodziny puszczykowatych (Strigidae), podrodziny sóweczek. Występuje w Ameryce Centralnej i skrajnie północno-zachodniej części Ameryki Południowej. Nie jest zagrożony wyginięciem.

## Taksonomia
Po raz pierwszy gatunek opisał Richard Bowdler Sharpe na łamach „The Ibis” w 1875. Holotyp pochodził z Gwatemali. Autor nadał nowemu gatunkowi nazwę Glaucidium griseiceps. Obecnie (2020) Międzynarodowy Komitet Ornitologiczny podtrzymuje tę nazwę. Uznaje sóweczkę lilipucią za gatunek monotypowy, klasyfikacja nie jest jednak jasna. Opisano dwa inne podgatunki. G. g. occultum wyodrębnił w 1947 R.T. Moore, holotypem była samica odłowiona 10 sierpnia 1941 w Oaxaca w Meksyku. Trzeci z podgatunków, G. g. rarum, opisał Ludlow Griscom w 1931 na łamach „Proceedings of the New England Zoölogical Club”. IOC uznaje opisane podgatunki za odmiany barwne; wymagane są dalsze badania. W przeszłości sóweczkę lilipucią uznawano za jeden gatunek z sóweczką karłowatą (G. minutissimum).

## Morfologia
Długość ciała wynosi 13–18 cm, znana masa ciała samców: 50,6–58,8 g, samicy ok. 56 g; samice są przeciętnie cięższe od samców. Długość skrzydła i ogona u 5 samców wyniosła odpowiednio 83,2–92 mm i 43,6–51,2 mm. U 7 osobników długość skoku wyniosła około 18 mm (w oryginale: 0,7 cala).
Jak na sóweczkę, sóweczkę lilipucią cechują niewielkie rozmiary. Wierzch głowy oraz kark porastają pióra brązowoszare, o zmiennym nasileniu obu barw. Czoło zdobią delikatne jasnopłowe lub białawe plamki, mogą występować aż po kark. Znajdują się na nim przypominające oczy rysunki. Pozostała część wierzchu ciała soczyście brązowa, bez wzorów. Sterówki brązowe, przepasane 2–4 niepełnymi, białymi lub jasnopłowymi pasami z wierzchu, od spodu dwoma jasnymi pasami. Spód ciała białawy, pokryty rdzawobrązowymi paskami. Woskówka i dziób w kolorze żółtawego rogu, z zielonym odcieniem. Palce żółtawe, tęczówka żółta. Osobniki młodociane mają jednobarwne, szare ciemię i kark, a ich wzory przypominające oczy przybierają intensywniejsze barwy, zaś paski na sterówkach są cynamonowe.

## Zasięg występowania
Zasięg występowania sóweczek lilipucich ciągnie się od południowego Meksyku do północno-zachodniej Kolumbii, odizolowana populacja także w północno-zachodnim Ekwadorze.

## Ekologia i zachowanie
Środowiskiem życia sóweczek lilipucich są lasy wiecznie zielone i przyległa wysoka roślinność wtórna, półotwarte obszary i stare plantacje kakaowców. Ogółem odnotowywane były na nizinach i u podnóża gór. W Kostaryce odnotowane od poziomu morza do 800 m n.p.m., w Meksyku i Hondurasie do 1200 m n.p.m., a w Gwatemali do 1300 m n.p.m. Niedawno odkryta populacja w Ekwadorze zamieszkuje wilgotne lasy i ich obrzeża na wysokości 200–600 m n.p.m.
Dieta sóweczek lilipucich jest słabo poznana. Prawdopodobnie jedzą duże owady i inne bezkręgowce, gady i niewielkie ptaki oraz ssaki. Często poluje za dnia.
Sóweczki lilipucie można zwabić z użyciem nagranych głosów. Pieśń zaczyna się 2–4 równomiernie oddalonymi huknięciami, po których następuje krótka przerwa i 6–18 huknięć.

### Lęgi
Niewiele informacji o rozrodzie. Donoszono o zniesieniach w kwietniu i w maju. Gniazda mają znajdować się w naturalnych dziuplach drzew lub w starych dziuplach dzięciołów. Zniesienie liczy 2–4 jaja.

## Status
IUCN uznaje sóweczkę lilipucią za gatunek najmniejszej troski (LC, Least Concern) nieprzerwanie od 2000 roku (stan w 2016). W 2008 roku organizacja Partners in Flight szacowała liczebność światowej populacji na mniej niż 50 tysięcy osobników. Ze względu na brak dowodów na spadki liczebności bądź istotne zagrożenia dla gatunku BirdLife International uznaje trend liczebności populacji za stabilny.